# 쉬자후이역
쉬자후이역(중국어: 徐家汇站)은 중국 상하이시 쉬후이구 쉬자후이 차오시 북로, 화산로, 자오자팡로, 훙차오로의 교차로에 위치한 상하이 지하철 1호선, 9호선, 11호선의 지하철 환승역이다. 1호선역은 베이징 도시건설설계연구소가 설계하여 처음 개통되었으며, 2009년 12월 31일 9호선, 2013년 8월 31일 11호선이 개장되었으며, 3개의 노선이 그랜드 케이트웨이 66을 둘러싸고 건설되었다. 이 역은 상하이 부중심 쉬자후이 지구의 중앙에 위치하고 주변에 많은 쇼핑몰과 오피스텔이 밀집되어 있으며, 3개 시 외곽 철도 노선의 환승역이기 때문에 역의 이용객이 매우 많고 상하이 지하철에서 가장 중요한 역 중 하나이다.

## 역 구조

### 층별 구조
| 지면층   | 출구                                     |                                                                                  |
| 지하 1층 | 9호선 대합실                             | 고객 센터, 자동 매표기, 수동 서비스 카운터, 15-18번 출구 기존 18번 출구는 폐쇄됨 |
| 지하 1층 | 11호선 대합실                            | 고객 센터, 자동 매표기, 수동 서비스 카운터, 19-20번 출구                         |
| 지하 1층 | 장비, 사무실 기존의 지하철 상점은 폐쇄됨 |                                                                                  |
| 지하 1층 | 1호선 출구                               | 10-14번 출구 지하횡단로                                                          |
| 지하 2층 | ←                                        | ■9호선 쑹장난 방면 (이산루)                                                      |
| 지하 2층 | 섬식 승강장, 왼쪽 출입문이 열림          |                                                                                  |
| 지하 2층 | →                                        | ■9호선 차오루 방면(자오자방루)                                                   |
| 지하 2층 | 1호선 대합실                             | 고객 센터, 자동 매표기, 수동 서비스 카운터, 8-9번 출구                           |
| 지하 2층 | 문화예술회랑                             | 1-5, 7번 출구 6번 출구는 폐쇄                                                    |
| 지하 3층 | ←                                        | ■1호선 푸진루 방면 (헝산루)                                                      |
| 지하 3층 | 섬식 승강장, 왼쪽 출입문이 열림          |                                                                                  |
| 지하 3층 | →                                        | ■1호선 신좡 방면 (상하이 체육관)                                                 |
| 지하 4층 | ←                                        | ■11호선 자딩베이/화차오 방면(자오퉁 대학)                                        |
| 지하 4층 | 섬식 승강장, 왼쪽 출입문이 열림          |                                                                                  |
| 지하 4층 | →                                        | ■11호선 디즈니 방면(상하이 수영장)                                               |

### 대합실 및 승강장
1호선 쉬자후이역은 그랜드 케이트웨이 66 남동쪽 차오시 북로를 따라 북동~남서 방향으로 배치되며 승강장의 남서쪽에 2개의 반환선이 있다. 1호선 대합실은 쉬자후이의 횡단터널과 결합되어 있어 대합실 북쪽이 비교적 넓고, 헝산로 터널이 일부 역 위에 있기 때문에 같은 지하 1층에 위치한 다른 역의 대합실보다 깊으며, 서쪽이 동쪽보다 깊다. 운임구역은 대합실 서쪽에 위치하고 있으며 승강장까지 4개 계단과 승강기 1개가 설치되어 있으며, 운임구역의 북서쪽에는 9호선, 11호선으로 이어지는 환승통로 입구가 있다.
9호선 쉬자후이역은 그랜드 케이트웨이 66 북쪽에 위치해 동서로 배치되아 있으며, 공사 기간 동안 그랜드 케이트웨이 66은 지하철의 '사이펀 효과'를 기대하며 영업면적 2만여㎡를 넘겨주었다.。9호선 대합실의 남쪽 절반은 운임 구역으로 서쪽에는 11호선 대합실과 수직으로 교차하는 입구가 있고, 동쪽에는 1호선 대합실로 가는 환승통로 입구가 있다. 9호선 대합실은 지하 2층에 위치한 섬식 승강장으로 에스컬레이터/계단 4개, 엘리베이터 1개, 승강장 서쪽에 11호선 승강장으로 통하는 통로가 있다.
11호선 쉬자후이역은 그랜드 케이트웨이 66 서쪽의 궁청로를 따라 남북 방향으로 배치되어 있다. 이 중 대합실 북쪽과 9호선 대합실이 수직으로 교차하고, 대합실 동쪽에는 환승홀로 통하는 통로 입구가 설치되어 있다. 11호선 승강장은 지하 4층에 위치하고 있으며, 승강장 수직 높이에서 18m 차이가 나며, 승강장에는 에스컬레이터 4대와 승강기 1대가 설치되어 있고, 북쪽에는 9호선 승강장으로 가는 통로가 마련되어 있다.

### 환승통로

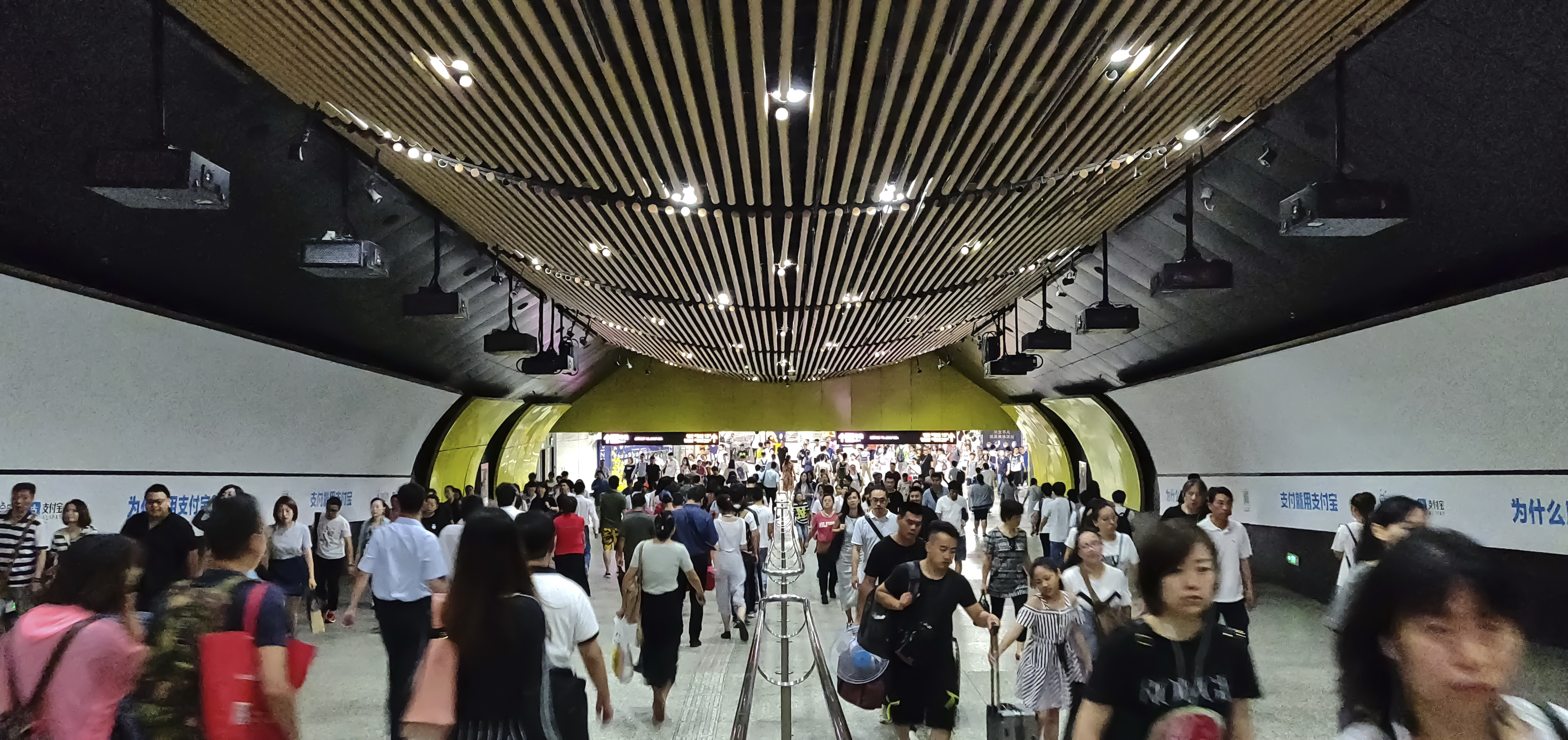
쉬자후이역 1/9/11호선 환승통로

2009년 12월 31일 9호선 쉬자후이역이 운행되면서 쉬자후이역은 1, 9호선 환승역이 되었다. 그러나 기존 그랜드 케이트웨이 66의 지하주차장를 개축했기 때문에 공사가 극도로 까다로웠고, 1호선과 9호선 대합실을 연결하는 환승통로도 제때 완공되지 않아 쉬자후이역은 간접환승 방식을 채택하여, 승객은 역을 나온 후 지상에서 상당한 거리를 걸어서 환승해야 했다.
2010년 4월 7일 쉬자후이역 환승통로가 개통되었다. 쉬자후이역 환승통로는 약 200m, 1·9호선의 대합실을 연결하고 도보로 4분 정도 소요되며, 노선 간 환승통로로 이용되는 것 외에 인근 시민들도 '길 건너는 터널'로 인식해 주저하지 않고 카드를 사용하는 경우가 있다. 통로는 빛과 그림자로 구성된 “다채로운 환승통로(七彩换乘通道)”로 많은 승객들이 상하이 지하철의 가장 아름다운 환승통로로 평가했다. 또한 기존 지하 차고지 구조 때문에 통로에 3단 경사로가 설치됐고 11호선 대합실로 가는 분기선이 설치됐다.
9호선과 11호선의 승강장은 서로 연결되어 있어 승강장에서 직접 환승할 수 있다. 그러나 2015년 4월부터 쉬자후이역은 기존 에스컬레이터 연결을 유지하기 위해 평일 오전 및 저녁 혼잡 시간(7:30-9:00, 15:30-19:00) 동안 단일 환승 조치를 시행했다. 9호선에서 11호선까지는 승강장까지 직접 환승하는 방식이지만 11호선에서 9호선으로 갈아타려면 위층으로 올라간 후 대합실에서 환승해야 하며 약 3분 20초가 소요된다.

### 문화예술통로
상하이 지하철 문화예술통로(文化艺术长廊)는 쉬자후이역 1호선 대합실 남쪽 5~7번 출구 사이에 있다. 문화 통로는 쉬후이구 문화국과 상하이 지하철 공공문화 개발센터가 공동으로 건설했으며 총 길이가 약 48미터인 “쉬자후이와 상하이식 문화의 유래(徐家汇与海派文化渊源)”을 전시했으며, 황다오포·쉬광치 등 “쉬후이(徐汇)”라는 이름을 통해,
그리고 쉬자후이 도서관·쉬자후이 천주당·투산완 고아원 등 쉬후이의 유명 건축물의 역사와 함께 쉬자후이의 풍부한 역사와 문화를 보여준다.
- 역내 문화예술통로
- 문화예술통로
- 갤러리의 직물 전시

## 출구
쉬자후이역은 현재 19개의 출구를 갖추어 상하이 지하철에서 가장 많은 출구를 보유한 역(인민광장역 최대 출구번호는 20번이지만 4와 13번 숫자가 제외되었기 때문레 실제로는 18개의 출구가 있다.)이며, 8호선 인민광장역이 개장되기 전에도 상하이 지하철에서 가장 많은 출구를 가진 역이었으나, 18개의 출구를 가진 8호선 인민광장역 개장이후, 출구 수 2위로 밀려났다. 그러다 9호선 쉬자후이역이 개장하면서 다시 출구 수 1위가 되었다. 동시에 9호선과 11호선 공사로 인해 쉬자후이역의 일부 출구가 일시 폐쇄되었으나 현재는 모두 개방되어 있는데, 이 중 1~14번 출구는 1호선 대합실, 15~20번 출구는 9호선과 11호선 대합실과 연결된다.
| 대합실                  | 출구 번호    | 출구 위치                                                 |
| ----------------------- | ------------ | --------------------------------------------------------- |
| 상하이 지하철 1호선     | 1번 출구     | 차오시 북로, 난단로(南丹路) 북측                          |
| 상하이 지하철 1호선     | 2번 출구     | 차오시 북로(漕溪北路), 난단 동로(南丹东路)                |
| 상하이 지하철 1호선     | 3번 출구     | 차오시 북로, 푸시루 남(蒲西路南) (수자후이 천주교당 방향) |
| 상하이 지하철 1호선     | 4번 출구     | 차오시 북로(바이나오후이수후이(百脑汇徐汇) 2점 방향)      |
| 상하이 지하철 1호선     | 5번 출구     | 차오시 북로(바이나오후이수후이 2점 방향)                  |
| 상하이 지하철 1호선     | 6번 출구     | 미개장                                                    |
| 상하이 지하철 1호선     | 7번 출구     | 차오시 북로                                               |
| 상하이 지하철 1호선     | 8번 출구     | 차오시 북로, 상스 빌딩(上实大厦)                          |
| 상하이 지하철 1호선     | 9번 출구     | 차오시 북로, 태평양 디지털플라자 1기(太平洋数码广场一期)  |
| 상하이 지하철 1호선     | 10번 출구    | 자오자방로, 차오시 북로, 톈웨차오로, 메트로시티           |
| 상하이 지하철 1호선     | 11번 출구    | 훙차오로, 차오시 북로, 동방상업빌딩                       |
| 상하이 지하철 1호선     | 12번 출구    | 훙차오로, 궁청로, 화산로, 그랜드 케이트웨이 66            |
| 상하이 지하철 1호선     | 13번 출구    | 화산로, 헝산로, 태평양 백화점                             |
| 상하이 지하철 1호선     | 14번 출구    | 톈핑로, 화산로, 상하이 600, 후이진 백화점                 |
| 상하이 지하철 9호선     | 15번 출구    | 화산로, 태평양 백화점, 국제평화모자보건병원               |
| 상하이 지하철 9호선     | 16번 출구    | 화산로                                                    |
| 상하이 지하철 9호선     | 17번 출구    | 그랜드 케이트웨이 66                                      |
| 상하이 지하철 9호선     | 구 18번 출구 | 폐쇄됨                                                    |
| 상하이 지하철 9호선     | 18번 출구    | 궁청로                                                    |
| 상하이 지하철 11호선    | 19번 출구    | 궁청로                                                    |
| 상하이 지하철 11호선    | 20번 출구    | 궁청로, 훙차오로                                          |
| 아이콘 설명: 엘리베이터 |              |                                                           |

## 버스 환승
15, 42, 43, 43구간, 50, 56, 72, 93, 122, 171, 178大站, 205, 303, 320, 548, 572, 703, 703B, 704, 712, 732, 770, 816, 820, 824, 830, 855, 920, 923, 926, 927, 956, 957, 958, 985, 터널2선(隧道二线), 다차오6선(大桥六线), 다차오6선 구간, 수촨 전용선(徐川专线), 수민선(徐闵线), 공항3선(机场三线)